# Volksverhetzung
Volksverhetzung ([ˈfɔlksfɛɐ̯ˌhɛt͡sʊŋ], Duitse uitspraakⓘ; letterlijk: volksopruiing) is een Duitse term die meestal in strafprocessen tegen holocaustontkenning toegepast wordt. Terwijl vrijheid van meningsuiting wordt gewaarborgd door de Duitse grondwet in artikel 5, werden er in 1960 strafrechtelijke grenzen gesteld aan die vrijheid.
De letterlijk vertaalde tekst uit paragraaf 130 van het Duitse Strafgesetzbuch luidt:
"Wie op energerlei manier die de openbare orde kan verstoren:
1. Tegen een nationale, raciale, religieuze of etnische groep, segmenten van de bevolking, of een enkeling wegens het behoren tot een van deze voorgenoemde groepen of deel van de bevolking, oproept tot haat, geweld of willekeurige maatregelen, of
2. De menswaardigheid van anderen aanvalt door een voorgenoemde groep, delen van de bevolking of een enkeling wegens het behoren tot een van deze voorgenoemde groepen of deel van de bevolking kleineert of kwaadwillig belastert

wordt bestraft met een vrijheidsstraf van drie maanden tot vijf jaar."
Het artikel behelst alle communicatievormen waarin men de openbare orde bedreigt door op te roepen tot geweld of haat jegens een enkeling of een groep, of door deze enkeling of groep belachelijk te maken. Men kan hier denken aan:
- Een haatzaaiende toespraak
- Ketting-e-mails
- Kranten, tijdschriften, flyers etc.
- Websites, social media
- Audiomateriaal
- Bepaalde kleding of sieraden (bijvoorbeeld rondlopen in een SS-uniform met onderscheidingen)
- Vlaggen en ander materiaal (nazivlag)
- Gebaren (Hitlergroet)

Hoewel de delictsomschrijving algemeen is wordt onder Volksverhetzung ook het verspreiden van nationaalsocialistische ideeën en symbolen strafbaar gesteld, tenzij dit voor kunst, wetenschap of onderwijs gebeurt. Ook gebruik voor satire is toegestaan. Volksverhetzung kan tot vijf jaar gevangenisstraf leiden en is zelfs strafbaar als de Volksverhetzung in het buitenland en/of door anderen dan Duitse staatsburgers wordt gepleegd (een voorbeeld van extranationale wetgeving die ook voor anderen dan de ingezetenen/inwoners van een staat geldt).
Ook Oostenrijk kent een soortgelijk wetsartikel (paragraaf 283 Strafgesetzbuch). Hoewel ook andere landen artikelen tegen opruiing, belediging en haatzaaien kennen gebruiken Duitsland en Oostenrijk dit vooral tegen uitingen van nationaalsocialisme en zijn hier ook zeer streng in. Of iemand betrapt wordt op of met serieuze dan wel humoristische nazipropaganda doet niet ter sprake: er worden vrijwel altijd straffen uitgedeeld. Satire is weliswaar toegestaan, maar de grens tussen satirisch en serieus gebruik is soms niet duidelijk en men moet dus in Duitsland en Oostenrijk behoorlijk oppassen met grappen over het nationaalsocialisme. Hieronder volgt een aantal voorbeelden die de flinterdunne grens tussen strafbaar en niet-strafbaar illustreren:
- In 2005 belde de Oostenrijkse politie een man wegens een inbraak. De voicemail was een boodschap met de tekst 'Ik zweer onwankelbare trouw aan Adolf Hitler'. De Oostenrijker beweerde later dat hij de eed 'spontaan' had gedownload. Het leverde hem uiteindelijk, naast de maand celstraf voor de inbraak, een maand extra celstraf voor de voicemail op.
- In 2008 poseerde een Mexicaanse toeriste voor een vakantiefoto bij het Platz der Opfer des Nationalsozialismus (Plein der Slachtoffers van het Nationaalsocialisme) in München waarbij ze de Hitlergroet bracht. Ze werd gearresteerd en kon haar reis pas na het betalen van 450 euro voortzetten.
- De kunstenaar Ottmar Hörl uit Wertheim maakte, om de Hitlergroet belachelijk te maken, tuinkabouters die de groet brachten. Het OM ging niet tot vervolging over, omdat het wel geoorloofd is om nationaalsocialistische symbolen te gebruiken als het duidelijk is dat het het doel is het nationaalsocialisme te bestrijden.
- In 2010 werd een Duitse man in de trein gearresteerd omdat hij als ringtone een toespraak van Hitler had geprogrammeerd, waarin deze de 'vernietiging van het Jodendom' zwoer wanneer Duitsland in een oorlog gesleept zou worden. Er werd zes maanden gevangenisstraf tegen hem geëist.
- De Wolfenstein 3D-computerspellen zijn in Duitsland verboden omdat er nazisymbolen in voorkomen. De wanden zijn behangen met nazivlaggen, de vijanden zijn stormtroepen en SS'ers, en Hitler en andere nazi's treden op als eindbazen. Dat de nazi's de slechteriken zijn in het spel doet voor het verbod niet ter zake.
- In de South Park-aflevering The Passion of the Jew verkleedt Eric Cartman zich als Hitler. De hakenkruisen zijn uit de vlaggen en armband weggelaten door de makers om problemen met de Duitse en Oostenrijkse autoriteiten te voorkomen. Hoewel men ook dit als satire kan zien, wilden de makers juridische problemen vermijden.

## Andere landen
Ook andere landen kennen soortgelijke wetgeving. Voorbeelden zijn:
- Sectie 17 tot en met 29 van de Britse Public Order Act verbieden onder meer het aanzetten tot etnische of racistische haat;
- Ierland kent de 'Prohibition of Incitement to Hatred Act';
- Sectie 7 paragraaf 8 van de Zweedse Strafwet kent het delict 'opruiing tegen een bevolkingsgroep';
- Hoofdstuk 11 paragraaf 8 van de Finse Strafwet bevat een soortgelijke delictsomschrijving;
- In het Nederlandse Wetboek van Strafrecht zijn de artikelen 137c en 137d opgenomen, die respectievelijk groepsbelediging en haatzaaien verbieden.